# Svend Hvidtfelt Nielsen
 (janvier 2021).
Si vous disposez d'ouvrages ou d'articles de référence ou si vous connaissez des sites web de qualité traitant du thème abordé ici, merci de compléter l'article en donnant les références utiles à sa vérifiabilité et en les liant à la section « Notes et références ».
Svend Hvidtfelt Nielsen, né le 7 mars 1958, est un compositeur, organiste, musicologue et professeur de musique danois.

## Biographie
Svend Hvidtfelt Nielsen (né en 1958) étudie la composition à l'Académie royale danoise de musique à Copenhague, dans les classes de Yngve Jan Tred, Ib Nørholm et Hans Abrahamsen, d'où il sort avec un diplôme en 1988. Il poursuit sa formation au  Conservatoire de musique du Jutland avec Per Nørgård et Karl Aage Rasmussen, et donne son premier concert en tant que compositeur en 1991. Il obtient également un diplôme de musique sacrée en 1985 un diplôme de musique et  philosophie de l'université de Copenhague.

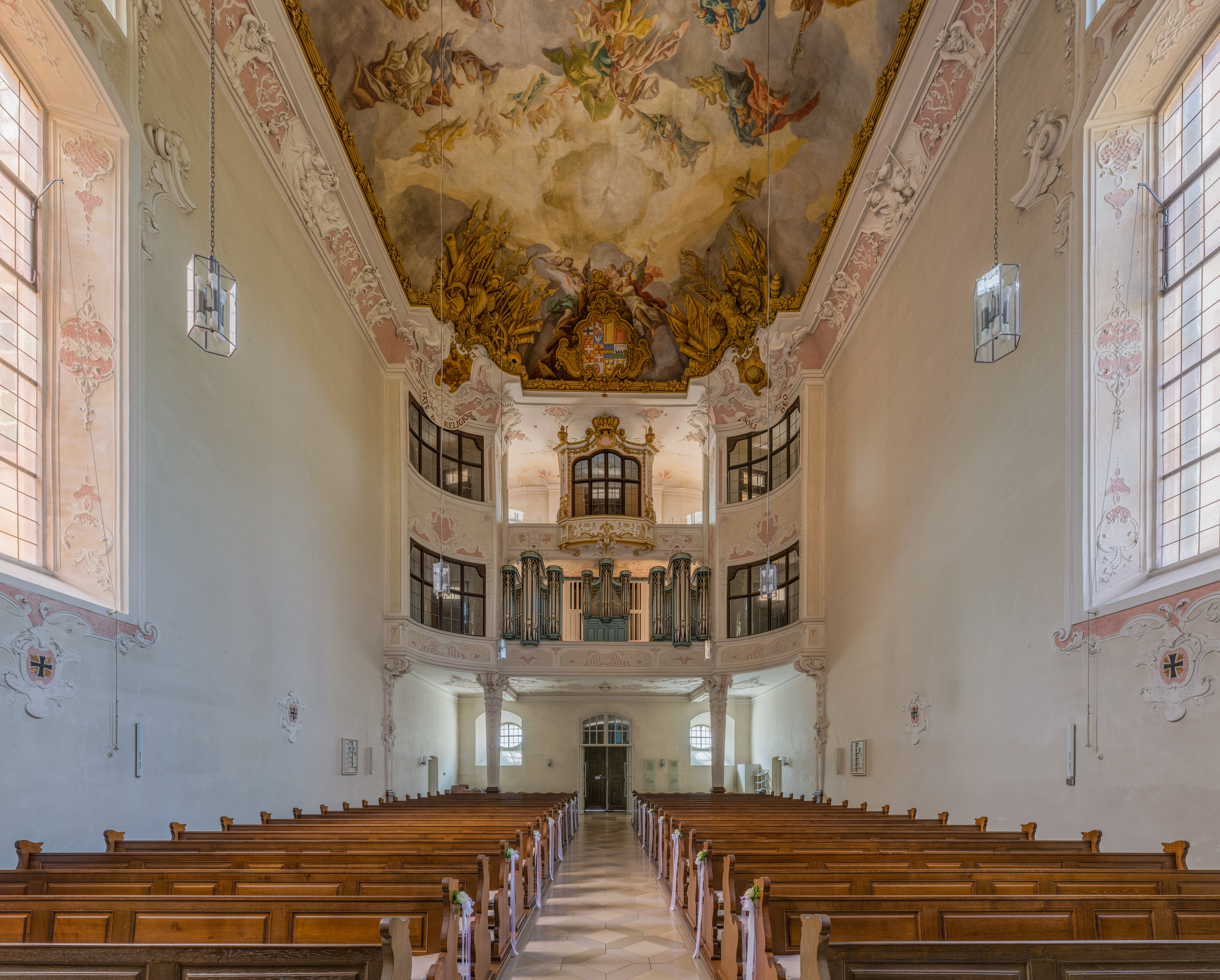
Nef et orgue de l'église de Mariendal.

Il est organiste à la Brorson's Church (en) de 1982 à 1985 et à la Solvang Church (en) de 1985 à 1991, puis à l'église de Mariendal à partir de 1991. 
Il est professeur associé en théorie de la musique à l'université de Copenhague.
Il publie de nombreux articles de musicologie, principalement en danois, et également son ouvrage Reality always tells me more stories en 1995.
Svend Hvidtfelt écrit des œuvres de commande pour plusieurs orchestres et institutions et compose dans la plupart des genres pour des ensembles tels que The Rascher Sax 4-tet, Ensemble l'Art pour l'Art, the Ostrobothnian Chamber Orchestra, Madrids Radio Symphony Orchestra, Shanghai Symphony Orchestra, et la plupart des ensembles et orchestres danois. 
En 2008, son Concerto pour bang di et Symphony Orchestra, "Of fire and Earth", remporte le second prix du Shanghai International Spring Music Festival.